# Zucchine ripiene
Le zucchine ripiene sono un piatto tradizionale italiano, turco, egiziano e levantino.

## Diffusione

### Italia
Le zucchine ripiene sono tradizionali in più regioni italiane. Secondo una ricetta della cucina ligure le zucchine vengono tagliate a metà, spolpate e riempite con una farcia che può contenere carne, prescinsêua o ricotta, maggiorana, grana e uova.
In Emilia sono riempite con un ripieno contenente parte della polpa degli ortaggi, manzo, uova, parmigiano e pangrattato e mangiate con le polpette. 
In Romagna, dove sono molto diffuse, vengono riempite con un impasto di aglio, prezzemolo, parmigiano e pangrattato o mollica (nel riminese spesso anche mortadella tritata) e rosolate in padella: durante la cottura in olio d'oliva, ogni zucchina viene  ruotata leggermente per più volte, in modo da colorare bene l'intera superficie. Altrimenti sono cotte in umido, con sugo di pomodoro. Possono anche essere cotte in forno.
Vengono anche preparate con qualche differenza in Piemonte, Friuli-Venezia Giulia, Sardegna e Lombardia, dove sono tipiche quelle alla lodigiana.
Vincenzo Corrado (1736-1836) ha proposto diverse ricette fantasiose delle zucchine che hanno dei ripieni di riso, uova e midollo di bue ("alla milanese"), petti di pollanche, grasso di vitello, pinocchi e uova ("alla nobile") e pesce e puré di faggioli o di ceci ("alla paolina"). Giovanni Felice Luraschi, vissuto nell'Ottocento, ha preparato delle "zucchette alla milanese" con la polpa di tali verdure, cipolle, uova, pangrattato e panna. Le zucchine ripiene sono anche menzionate nell'importante trattato di cucina La cuciniera genovese (1863), dove vengono farcite con funghi, uova, cagliata e mollica di pane. La cuoca Biba Caggiano (1936-2019) ha preparato una variante del piatto dove gli ortaggi sono insaporiti con una salsa a base di burro e farina.

### Medio Oriente
Le kousa mahshi sono zucchine farcite di riso e carne che si possono trovare in Turchia, Egitto, Libano e Giordania. Benché le kousa mahshi risultino inventate dai turchi all'epoca dell'Impero ottomano, la loro esatta origine è ignota. In passato i ricchi le consumavano con un ripieno di manzo, mentre i più poveri le preparavano usando la carne di capra o agnello. In Turchia, dove prendono anche il nome di kabak dolması, fanno parte dei locali dolma. Esistono delle varianti vegetariane dell'alimento.